# Pseudobarbella propagulifera
Pseudobarbella propagulifera är en bladmossart som beskrevs av Noguchi 1948. Pseudobarbella propagulifera ingår i släktet Pseudobarbella och familjen Meteoriaceae. Inga underarter finns listade i Catalogue of Life.